# Chung kết Cúp bóng đá châu Á 2023
Chung kết Cúp bóng đá châu Á 2023 là trận đấu cuối cùng của Cúp bóng đá châu Á 2023, lần thứ 18 của giải đấu bóng đá do Liên đoàn bóng đá châu Á (AFC) tổ chức dành cho các đội tuyển bóng đá nam quốc gia. Trận đấu chứng kiến màn tranh tài giữa đội tuyển Jordan và đội tuyển chủ nhà Qatar, và được tổ chức tại sân vận động Lusail ở Lusail, Qatar vào ngày 10 tháng 2 năm 2024.
Jordan đã có lần đầu tiên vào đến trận chung kết của giải đấu sau khi lần lượt đánh bại Iraq, Tajikistan và Hàn Quốc ở vòng đấu loại trực tiếp. Họ đối đầu với đội chủ nhà kiêm đương kim vô địch của giải đấu, Qatar, đội bóng đang cố gắng tìm mọi cách để trở thành đội đầu tiên bảo vệ thành công chức vô địch tại Cúp bóng đá châu Á kể từ khi Nhật Bản bảo vệ thành công chức vô địch của mình vào năm 2004.
Qatar chính thức bảo vệ thành công chiếc cúp vô địch sau khi đánh bại Jordan với tỉ số 1–3.

## Đường tới trận chung kết
| VT | Đội      | ST | Đ |
| -- | -------- | -- | - |
| 1  | Bahrain  | 3  | 6 |
| 2  | Hàn Quốc | 3  | 5 |
| 3  | Jordan   | 3  | 4 |
| 4  | Malaysia | 3  | 1 |

| VT | Đội        | ST | Đ |
| -- | ---------- | -- | - |
| 1  | Qatar (H)  | 3  | 9 |
| 2  | Tajikistan | 3  | 4 |
| 3  | Trung Quốc | 3  | 2 |
| 4  | Liban      | 3  | 1 |

## Trận đấu

### Chi tiết
| Jordan          | 1–3      | Qatar                              |
| --------------- | -------- | ---------------------------------- |
| - Al-Naimat 67' | Chi tiết | - Afif 22' (p), 73' (p), 90+5' (p) |

| Jordan | Qatar |

| GK               | 1  | Yazid Abu Layla  | 90+4‎' |       |
| CB               | 3  | Abdallah Nasib   |       |       |
| CB               | 5  | Yazan Al-Arab    |       |       |
| CB               | 17 | Salem Al-Ajalin  | 45‎+‎7' |       |
| RM               | 23 | Ihsan Haddad (c) |       |       |
| CM               | 21 | Nizar Al-Rashdan |       |       |
| CM               | 8  | Noor Al-Rawabdeh |       |       |
| LM               | 13 | Mahmoud Al-Mardi |       | 80‎‎'   |
| RF               | 10 | Musa Al-Taamari  |       |       |
| CF               | 11 | Yazan Al-Naimat  |       |       |
| LF               | 9  | Ali Olwan        | 18'   | 90‎+‎5‎' |
| Thay người:      |    |                  |       |       |
| MF               | 18 | Saleh Rateb      |       | 80‎‎'   |
| MF               | 25 | Anas Al-Awadat   |       | 90‎+‎5‎‎‎' |
| Huấn luyện viên: |    |                  |       |       |
| Hussein Ammouta  |    |                  |       |       |

| GK               | 22 | Meshaal Barsham      | ‎90‎+‎16‎‎‎' |     |
| CB               | 5  | Tarek Salman         |        |     |
| CB               | 3  | Al-Mahdi Ali Mukhtar |        | ‎81' |
| CB               | 12 | Lucas Mendes         |        |     |
| RM               | 9  | Yusuf Abdurisag      |        | ‎63‎' |
| CM               | 24 | Jassem Gaber         |        | ‎53‎‎‎' |
| CM               | 20 | Ahmed Fatehi         |        |     |
| CM               | 10 | Hassan Al-Haydos (c) |        | ‎53‎‎‎' |
| LM               | 4  | Mohammed Waad        |        |     |
| CF               | 19 | Almoez Ali           |        |     |
| CF               | 11 | Akram Afif           |        |     |
| Thay người:      |    |                      |        |     |
| MF               | 8  | Ali Assadalla        | ‎90‎+‎9'  | 53' |
| MF               | 6  | Abdulaziz Hatem      |        | ‎53‎‎‎' |
| FW               | 17 | Ismaeel Mohammad     |        | ‎63‎‎‎' |
| DF               | 16 | Boualem Khoukhi      |        | ‎81‎‎‎' |
| Huấn luyện viên: |    |                      |        |     |
| Tintín Márquez   |    |                      |        |     |

| Cầu thủ xuất sắc của trận đấu: Akram Afif (Qatar) Trợ lý trọng tài: Chu Phi (Trung Quốc) Trương Thành (Trung Quốc) Trọng tài thứ tư: Ilgiz Tantashev (Uzbekistan) Trợ lý trọng tài dự bị: Andrey Tsapenko (Uzbekistan) Trợ lý trọng tài video: Phó Minh (Trung Quốc) Trợ lý tổ trợ lý trọng tài video: Ilda Jumpei (Nhật Bản) |